# Nathan (nome)
Nathan  è un nome proprio di persona ebraico, inglese e francese maschile; in alfabeto ebraico è scritto נָתָן (Natan, Nathan).

## Varianti
- Inglese
  - Ipocoristici: Nat[1], Nate[1]

### Varianti in altre lingue
- Catalano: Natan
- Ceco: Nátan
- Greco biblico: Ναθαν (Nathan)[1]
- Italiano: Natan
- Latino: Nathan[1]
- Polacco: Natan
- Portoghese: Natã
- Russo: Нафан (Nafan)
- Spagnolo: Natán[2]
- Tedesco: Natan
- Ungherese: Nátán
- Yiddish: נָתָן (Nosson)[1]

## Origine e diffusione

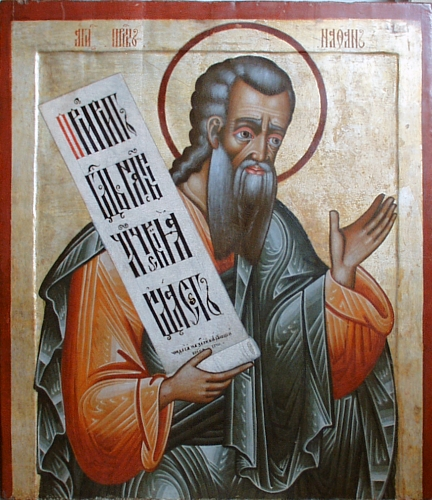
Il profeta Natan in un'icona russa del XVIII secolo

Si tratta di un nome ebraico, basato sul verbo נתן, nātān /naˈtan/, "egli ha dato" e assume quindi proprio il significato di "egli ha dato" oppure di "dono"; alla stessa radice risalgono anche i nomi Natanaele (di cui può talvolta costituire un'abbreviazione) e Gionata.
Si tratta di un nome di tradizione biblica; è presente nell'Antico Testamento, dove è portato dal profeta Natan oltre che da altri personaggi, fra i quali un figlio di re Davide. In Italia gode di scarsissima diffusione, limitato alle comunità ebraiche. In inglese è in uso sin dalla Riforma protestante.

## Onomastico
Il nome è adespota, cioè non è portato da alcun santo. L'onomastico quindi si festeggia il giorno di Ognissanti, che è il 1º novembre.

## Persone

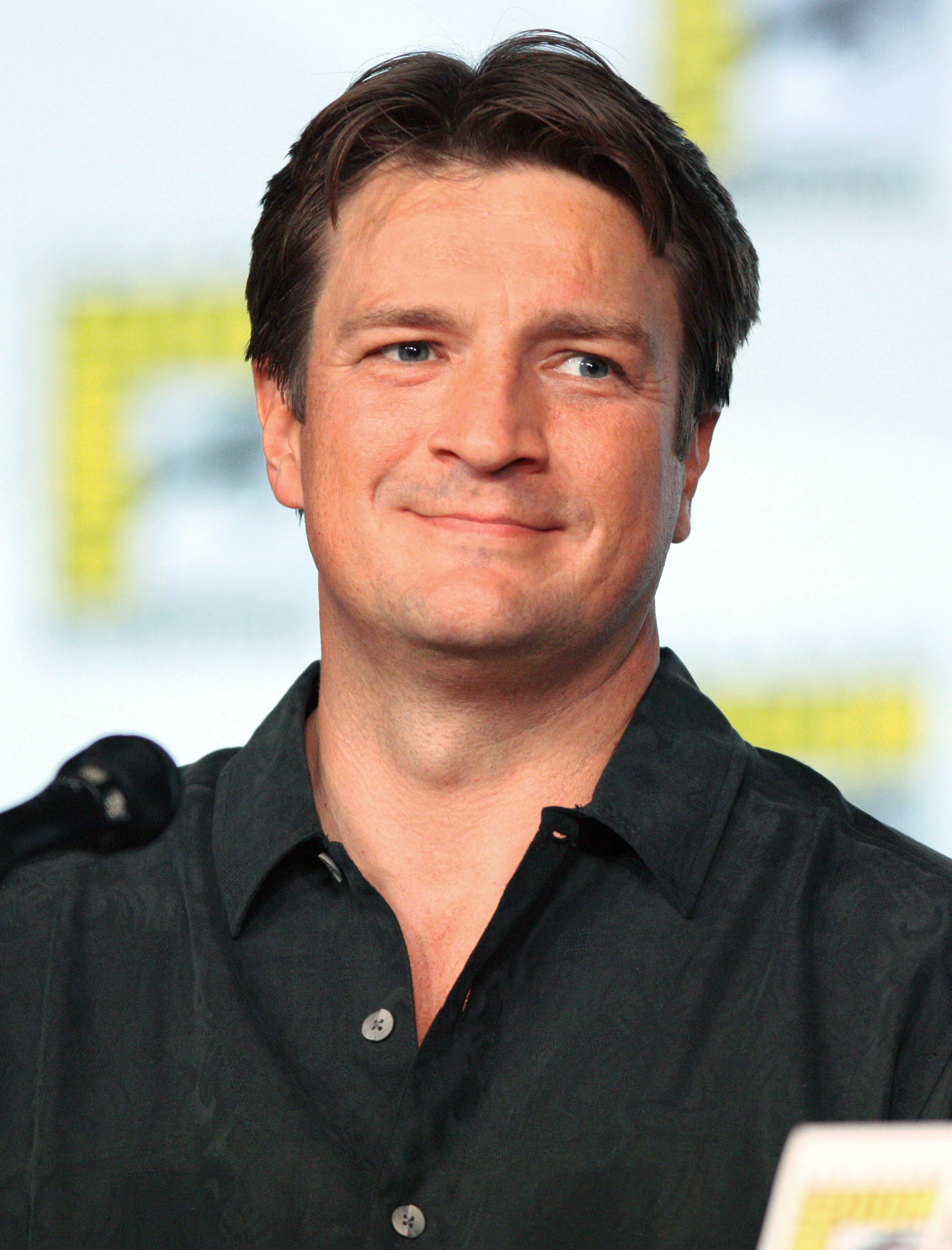
Nathan Fillion

- Nathan Bedford Forrest, militare statunitense, fondatore del Ku Klux Klan
- Nathan Delfouneso, calciatore britannico
- Nathan East, bassista statunitense
- Nathan Fillion, attore canadese
- Nathan Hale, militare statunitense
- Nathan Kress, attore statunitense
- Nathan Lane, attore statunitense
- Nathan Milstein, violinista russo naturalizzato statunitense
- Nathan O'Neill, ciclista su strada e pistard australiano
- Nathan Rosen, fisico israeliano
- Nathan Sharpe, rugbista a 15 australiano
- Nathan Söderblom, presbitero, teologo e storico delle religioni svedese

### Variante Natan
- Natan Isaevič Al'tman, pittore e scultore russo
- Natan Sharansky, politico, scrittore e matematico israeliano

### Altre varianti
- Nate Diana Stevenson, vero nome di ND Stevenson, fumettista statunitense

## Il nome nelle arti
- Nathan è un personaggio dell'opera di Gotthold Ephraim Lessing Nathan il saggio.
- Nathan Adams è un personaggio della serie di manga, anime e videogiochi Yo-kai Watch.
- Nathan Dawkins è un personaggio del videogioco Beyond: Due anime.
- Nathan Drake è un personaggio della serie videoludica Uncharted.
- Nathan Hale è un personaggio dei videogiochi Resistance: Fall of Man e Resistance 2.
- Nathan Mahler è un personaggio dell'anime e manga BLOOD+ di Junichi Fujisaku
- Nathan Never è un personaggio del fumetto omonimo.
- Nathan Petrelli è un personaggio della serie televisiva Heroes.
- Nathan Prescott è un personaggio del videogioco Life Is Strange.
- Nate Pullman è un personaggio del romanzo Wonder, e dell'omonimo film da esso tratto.
- Nathan Riggs è un personaggio immaginario della serie televisiva Grey's Anatomy.
- Nathan Scott è un personaggio della serie televisiva One Tree Hill.
- Nathan Swift è un personaggio della serie anime giapponese videogioco e manga Inazuma Eleven.
- Nathan Young è un personaggio immaginario della serie televisiva Misfits.
- Nathan Zuckerman è personaggio di numerosi romanzi di Philip Roth.